# .41 Long Colt
.41 Long Colt — набій створений в 1877 році для револьвера подвійної дії Кольта «Thunderer».

## Історія та опис
Набій .41 Long Colt був подовженою версією створеного раніше набою центрального запалення .41 Short Colt, який був створений за параметрами створеного ще раніше набою .41 Short кільцевого запалення. Носова частина кулі мала діаметр 0.406–0.408 дюйми, як і гільза. Діаметр стволу по канавкам був 0.404–0.406 дюйми. Осалка кулі була зовнішня. База кулі була меншою у діаметрі щоб її можно було обжати у гільзі. Така конструкція відома як «ступінчаста база» або ступінчаста куля. Зараз ступінчастими є лише кулі .22 калібру кільцевого запалення.
В середині 1890-х Кольт переробили набій. Вони зменшили діаметр кулі до 0.386 дюйми та витягнули латунну гільзу для розміщення кулі і осалки в середині гільзи. Загальна довжина старого і нового спорядженого набою була однаковою. Ствол револьвера було дещо зменшено для можливості використання набоїв .38-40 при діаметрі піж канавками 0.400–0.401 дюйми. Це значило, що зовнішній діаметр нової кулі був менший ніж канал стволу, не кажучи вже про діаметр канавки. Куля з порожнистою основою може скотитися по стволу під дією гравітації. Нова м'яка свинцева куля була зроблена з великою порожнистою базою, як кулі Міньє часів громадянської війни. Намір полягав у тому, щоб основа кулі розширювалася під тиском палаючого пороху, щоб зачепитися за нарізи.
Оригінальні латунні гільзи 41LC мали три основних довжини, хоча вони мали різне маркування на гільзі. Перші були найкоротші від 0.932 до 0.937 дюйми. Гільзи мали заряд 20 гранів стиснутого чорного пороху з пласкою ступінчастою кулею вагою 200 гранів. Наступні гільзи мали довжину від 1.130 до 1.138 дюйми з порожнистою плосконосою кулею вагою 200 гранів та з зарядом приблизно 21 гран чорного пороху. Хоча довжина гільз обох набоїв різна, обидва набої з кулями мали однакову довжину. Довжина останніх гільз була від 1.050 до 1.100 дюйми, вони були створені для ручного спорядження тому в них можна було використовувати ступінчасті та порожнисті кулі (треба зауважити що набої зроблені на основі найдовшої гільзи та ступінчастої кулі занадто довгі для більшості револьверів .41 LC).
Точність набою .41 LC була достатньою для самозахисту; більшою проблемою був тугий УСМ подвійної дії револьвера Thunderer. Елмер Кейт у своїй книзі Sixguns писав, що «41LC мав кращу зупиняючу дію ніж його балістичні дані» і був «найкращим для самозахисту ніж будь-який .38 Special». Кейт розробив .41 Magnum, можливо під впливом переваг .41 Long Colt. Проте, зі зброї під набій .41 Long Colt не можна стріляти набоями .41 Magnum.
.41 Long Colt добре себе зарекомендував, з огляду на невідповідність розмірів кулі і каналу ствола, але до початку Першої світової війни він серйозно застарів і до початку Другої світової війни його перестали використовувати. Набій .41 long Colt використовували у деяких моделях револьверів Кольт. Його використовували у револьвері подвійної Модель 1877 Thunderer, у револьверах серій New Army та New Navy 1889, 1892 94,95,96, 1901 & 1903, у Single Action Army, Bisley Model та у Army Special-Official Police. Сьогодні .41 Long Colt вважається застарілим набоєм. Зараз такий набій випускають лише за високими цінами дрібні виробники малими партіями, оскільки колекціонери вважають револьвер Thunderer занадто цінним щоб стріляти з нього.